# Constancio Amat
Constancio Amat y Vera fue un político de la Comunidad Valenciana, España. Vinculado al Partido Liberal, fue elegido diputado al Congreso por la Cámara de Comercio de Valencia en las elecciones generales de 1891 y 1893. En julio de 1895 tuvo que renunciar al escaño al demostrarse que la corporación que representaba no reunía el número de electores suficientes para tener escaño propio.